# Kuban Airlines

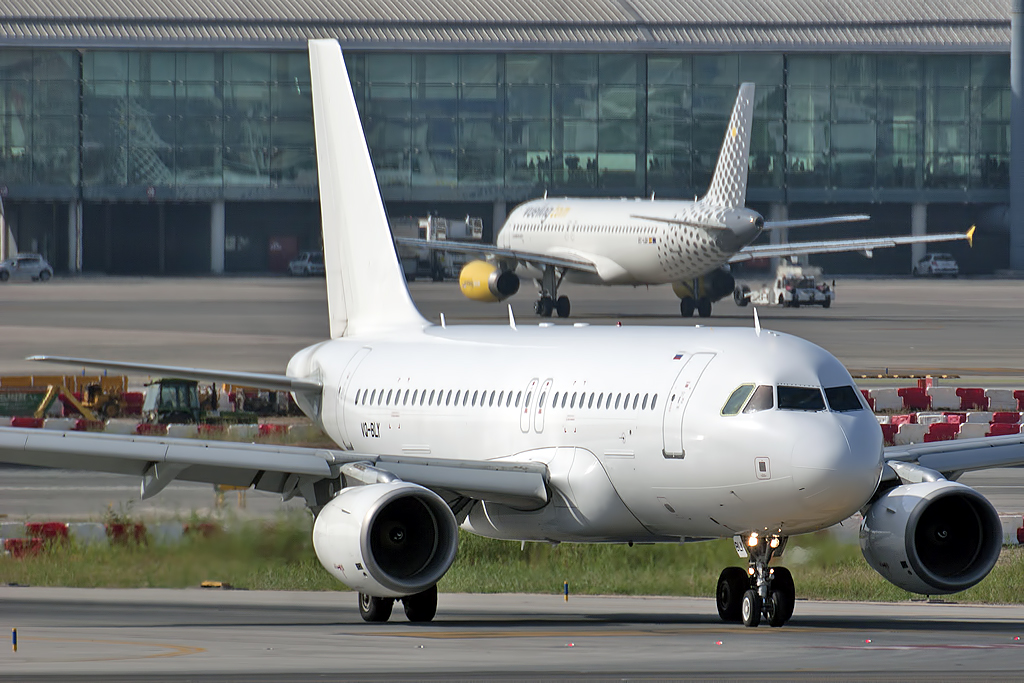
Airbus A319 linii Kuban Airlines

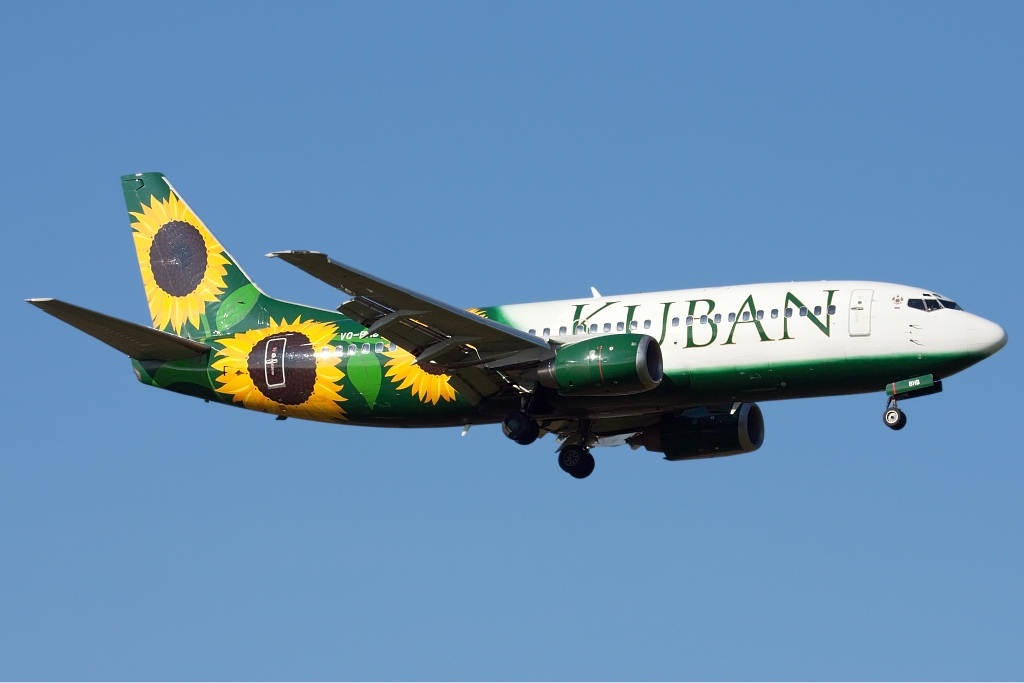
Boeing 737 linii Kuban Airlines

Kuban Airlines (ros. Авиационные линии Кубани) – rosyjska linia lotnicza z siedzibą w Krasnodarze. Głównym węzłem był port lotniczy Krasnodar. Linie wykonywały regularne połączenia krajowe oraz realizowały międzynarodowe czartery.

## Historia
Linie te zostały założone w 1932 roku jako oddział Aerofłotu. Zostały sprywatyzowane w roku 1992. Państwo posiada 51% udziałów, zaś pozostałe 49% jest w posiadaniu pracowników linii lotniczej.
W lutym 2010 roku Kuban Airlines wprowadziły nowe barwy, które przygotowano specjalnie pod Boeinga 737-300, który niebawem miał pojawić się we flocie przewoźnika.
18 maja 2010 roku do linii dotarł pierwszy z czterech Boeingów 737-300. Linie poinformowały również o rozpoczęciu wycofywania z floty samolotów Jak-42, które zostaną zastąpione samolotami An-148 lub Boeingami 737-700.
11 grudnia 2012 roku linia zawiesiła wszystkie loty i rozpoczęła proces upadłościowy.

## Kierunki lotów
Kuban Airlines oferowała połączenia na poniższych kierunkach:
- Armenia
  - Erywań – Port lotniczy Erywań
  - Giumri – Port lotniczy Giumri
- Izrael
  - Tel Awiw-Jafa – Port lotniczy Tel Awiw-Ben Gurion
- Rosja
  - Krasnodar – Port lotniczy Krasnodar węzeł
  - Moskwa – Port lotniczy Wnukowo
  - Samara – Port lotniczy Samara
  - Soczi – Port lotniczy Soczi-Adler
  - Surgut – Port lotniczy Surgut
  - Ufa – Port lotniczy Ufa
- Turcja
  - Antalya – Port lotniczy Antalya
  - Stambuł – Port lotniczy Stambuł-Atatürk
  - Samsun – Port lotniczy Samsun-Çarşamba
- Uzbekistan
  - Taszkent – Port lotniczy Taszkent
- Zjednoczone Emiraty Arabskie
  - Dubaj – Port lotniczy Dubaj
  - Szardża – Port lotniczy Szardża

## Flota
Stan floty na grudzień 2012 roku:
| Model               | Liczba | Zamówione | Liczba pasażerów |
| ------------------- | ------ | --------- | ---------------- |
| Airbus A319         | 3      | -         | brak informacji  |
| Boeing 737-300      | 3      | 1         | 124 (12/112)     |
| Suchoj SuperJet 100 | -      | 12        | brak informacji  |
| Jak 42D             | 12     | -         | 100 (16/84)      |
| Razem:              | 18     |           |                  |